# Furkota-völgy
A Furkota-völgy (szlovákul Furkotská dolina) völgy a Magas-Tátrában, Szlovákiában. A Csorba-tótól északnyugatra, a Kriván szárnyvonulatán lévő Furkota-tornyok alá vezető, kb. 3,5 km hosszú völgy. Oldalról az Osztra déli gerince és a Furkota-csúcs délkeleti oldalgerince, a Szoliszkó-gerinc határolja. A völgy szája kb. 1450 m tengerszint feletti magasságban, a Kriván alatti ösvénynél van.

## Nevének eredete
Mihálik József az Magyarországi Kárpát Egyesület 1892-es Évkönyvében azt állítja, hogy a völgy neve kelta eredetű és a „furka” = éles szóból ered. A völgyet uraló Osztra csakugyan hegyes, éles orom. Mihálik hipotézisének alapja az, hogy Tacitus szerint a kvádok által legyőzött kelták rabszolgákként vasat bányásztak a Kárpátokban.
Ivan Bohuš szerint az elnevezés később keletkezett, a vázseci vagy a csorbai pásztorok alkották. A völgyön keresztül folyó patak fröcsköl (szlovákul frká, frkot = fröcskölés). Az "u" betű a hibás írásmód, tehát nem a tájszólás miatt került bele az elnevezésbe. Miloš Janoška az 1911-ben kiadott Tátra-kalauzában már szintén ezt a nézetet vallja, szerinte "voda furkoce = blboce", 84. o. A völgyben futó Furkota-patak neve szerint keletkeztek később a Furkota-tornyok, -csúcs, -völgy, -tavak, stb. elnevezések.

## Tavak
A völgyben található tavak:
- Felső-Wahlenberg-tó
- Alsó-Wahlenberg-tó
- Felső-Furkota-tó
- Alsó-Furkota-tó
- Szoliszkó-tó